# Kinesisk blåregn
Kinesisk blåregn (Wisteria sinensis) er en stor, løvfældende lian eller krybende busk. Hele planten er giftig. Den kræver en varm, sydvendt placering for at trives i Danmark.
| Underarter |

- Kinesisk blåregn (Wisteria sin. 'Alba')

## Beskrivelse
Barken er først grøn og glat, senere brunplettet og til sidst grå og furet. Knopperne er spredte, aflange og grågrønne. Bladene er uligefinnede med helrandede, elliptiske småblade. Farven er lysegrøn på begge sider. Høstfarven er gul. 
Blomsterne er lysviolette ærteblomster med fin duft. De sidder samlet i lange, hængende klaser fra bladhjørnerne. Frugterne er lange bælge, som ikke bliver modne i Danmark.
Rodnettet er kun lidt forgrenet og består af tykke hovedrødder. De bedste planter er podede på frøformerede grundstammer. 
Højde x bredde og årlig tilvækst: 10 x ? m (100 x ? cm/år), men den gennemsnitlige tilvækst pr. år er mindre, måske kun 50 cm.

## Hjemsted
Denne blåregn gror i monsunregnsområdet af Østasien (Kina, Manchuriet, Korea), hvor den findes i lysninger og skovbryn af blandede løvskove. 
Kort nordvest for Beijing vokser den bl.a. sammen med kejsereg, kinesertræ, tofarvet kløverbusk, rådhusvin og Vitis amurensis.

## Galleri
- Sæson-indtryk animation af en fritstående Wisteria sinensis på Tsubo-en zen-have